# Willow Springs International Motorsports Park
O Willow Springs International Motorsports Park é um autódromo localizado em Willow Springs, na Califórnia, nos Estados Unidos, o circuito foi inaugurado em 1953 e é um dos circuitos mistos mais antigos do país, possui uma pista com 4 km de extensão e 9 curvas, também é possível usar outras configurações menores de pista, recebeu corridas da principal categoria da NASCAR em 1956 e 1957, encontra-se presente nos jogos Need for Speed: Shift, Gran Turismo Sport e Project Cars.